# International Review of Hydrobiology
International Review of Hydrobiology (Internat. Rev. Hydrobiol.) ist eine Fachzeitschrift für Hydrobiologie (Limnologie und Meeresbiologie). Sie erschien von 1908 bis 1943 als Internationale Revue der gesamten Hydrobiologie und Hydrographie, von 1959 bis Ende 1997 als Internationale Revue der gesamten Hydrobiologie und danach unter dem heutigen Namen.